# Trofim, Dorymedon i Sabacjusz
Trofim, Dorymedon i Sabacjusz (zm. 276-282) – męczennicy chrześcijańscy, święci Kościoła katolickiego, ormiańskiego i syryjskiego.
Według zachowanej literatury Passio, Trofim i towarzysze, śmierć męczeńską ponieśli w czasach prześladowań chrześcijan za panowania cesarza Probusa w Antiochii Pizydyjskiej.
Ich wspomnienie liturgiczne w Kościele katolickim obchodzone jest 19 września. Kościół Ormiański wspomina męczenników 10. Hori według kalendarza juliańskiego.
Martyrologium Hieronimiańskie wspomina Sabacjusza oddzielnie, a jako miejsce śmierci Trofima i Dorymedona wskazuje Synnadę we Frygii (dzis. Şuhut w Turcji). W 1907 odnaleziono tam relikwiarz z napisem wskazującym na przechowywanie w nim szczątków Trofima.